# Comuna Zagon, Covasna
Zagon (în maghiară Zágon) este o comună în județul Covasna, Transilvania, România, formată din satele Păpăuți și Zagon (reședința).

## Demografie
Componența etnică a comunei Zagon
     Români (46,32%)
     Maghiari (45,96%)
     Alte etnii (0,06%)
     Necunoscută (7,66%)
Componența confesională a comunei Zagon
     Ortodocși (45,45%)
     Reformați (40,78%)
     Romano-catolici (4,57%)
     Alte religii (1,22%)
     Necunoscută (7,98%)
Conform recensământului efectuat în 2021, populația comunei Zagon se ridică la 4.924 de locuitori, în scădere față de recensământul anterior din 2011, când fuseseră înregistrați 5.282 de locuitori. Cei mai mulți locuitori sunt români (46,32%), cu o minoritate de maghiari (45,96%), iar pentru 7,66% nu se cunoaște apartenența etnică. Din punct de vedere confesional, cei mai mulți locuitori sunt ortodocși (45,45%), cu minorități de reformați (40,78%) și romano-catolici (4,57%), iar pentru 7,98% nu se cunoaște apartenența confesională.

## Politică și administrație
Comuna Zagon este administrată de un primar și un consiliu local compus din 13 consilieri. Primarul, Augustin Kiss[*], de la Uniunea Democrată Maghiară din România, este în funcție din octombrie 2020. Începând cu alegerile locale din 2024, consiliul local are următoarea componență pe partide politice:
|  | Partid                                 | Consilieri | Componența Consiliului | Componența Consiliului | Componența Consiliului | Componența Consiliului | Componența Consiliului | Componența Consiliului | Componența Consiliului | Componența Consiliului | Componența Consiliului |
|  | -------------------------------------- | ---------- | ---------------------- | ---------------------- | ---------------------- | ---------------------- | ---------------------- | ---------------------- | ---------------------- | ---------------------- | ---------------------- |
|  | Uniunea Democrată Maghiară din România | 9          |                        |                        |                        |                        |                        |                        |                        |                        |                        |
|  | Partidul Social Democrat               | 2          |                        |                        |                        |                        |                        |                        |                        |                        |                        |
|  | Partidul Național Liberal              | 2          |                        |                        |                        |                        |                        |                        |                        |                        |                        |

## Personalități născute aici
- Sándor Tamás (n. 1966), politician UDMR;
- Ecaterina Szabó (n. 1968), gimnastă olimpică, antrenoare.

## Imagini

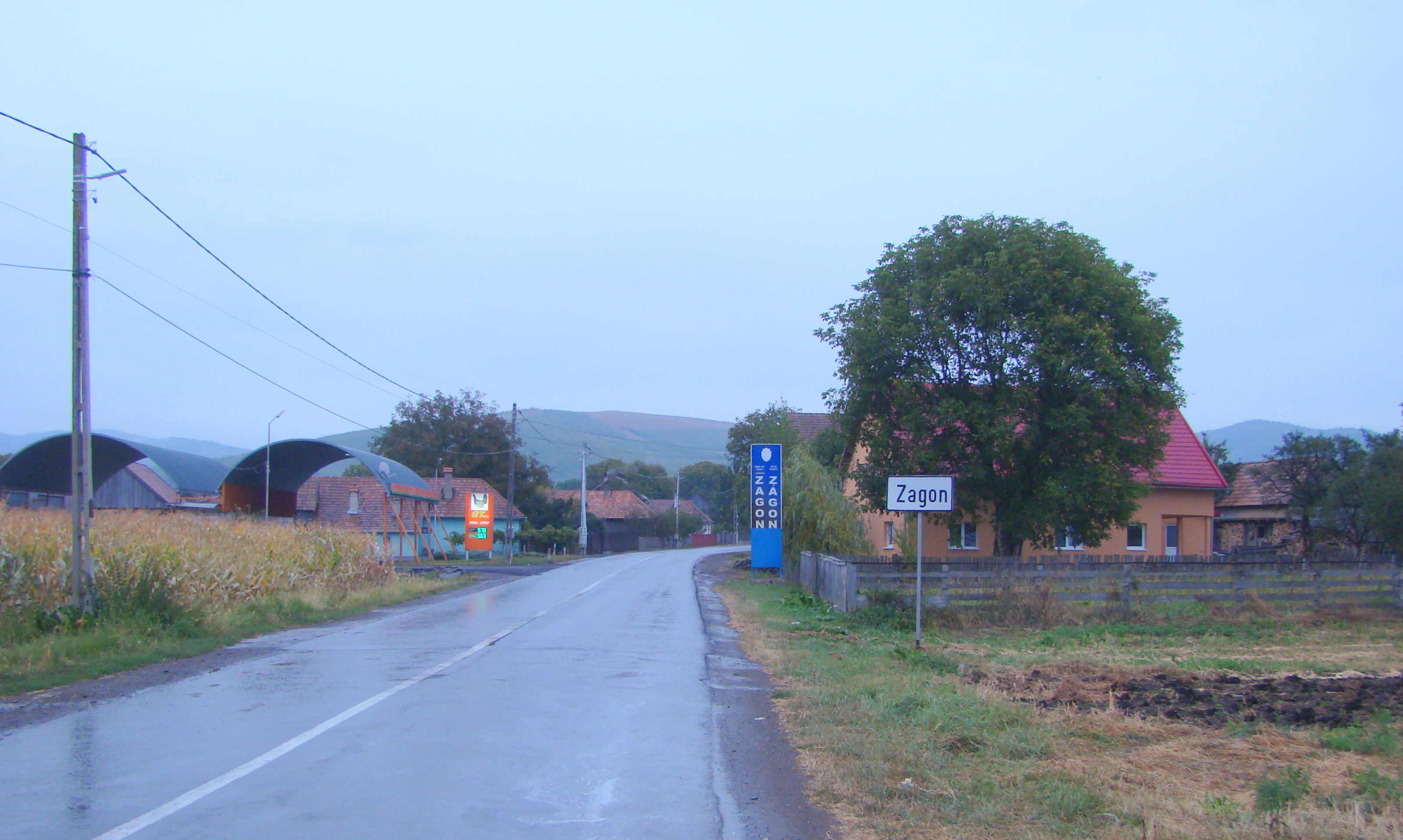
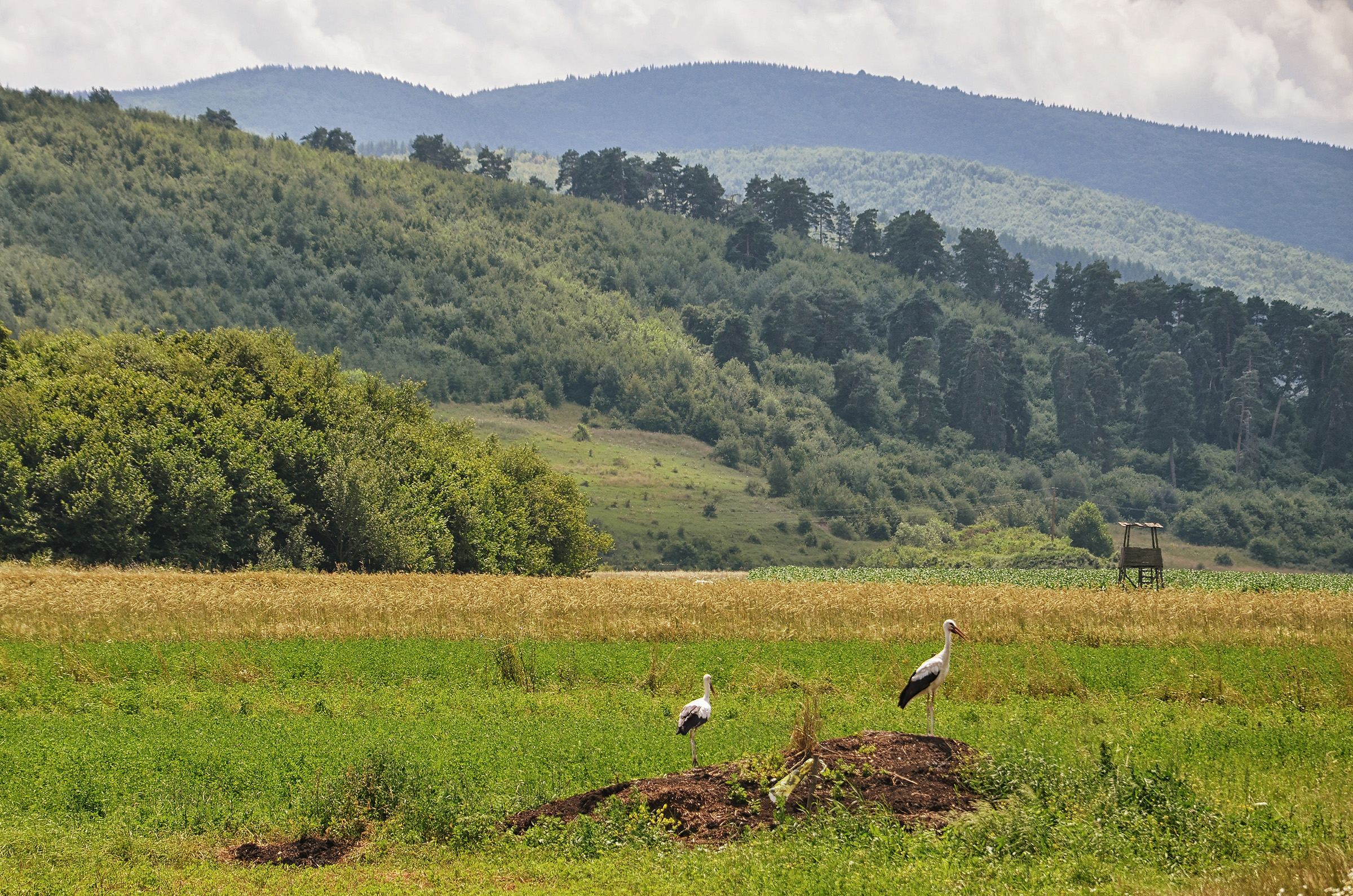
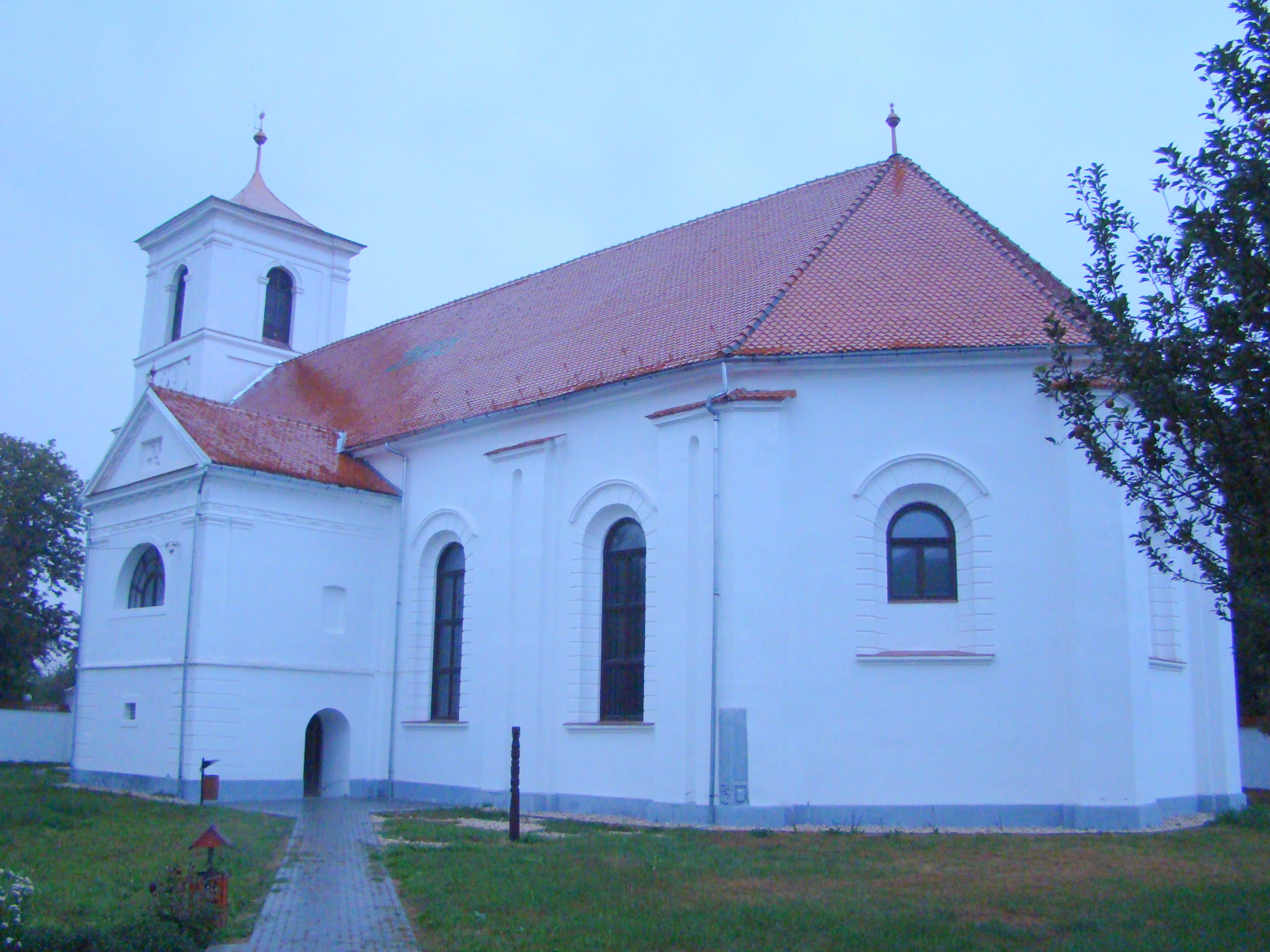
Biserica reformată
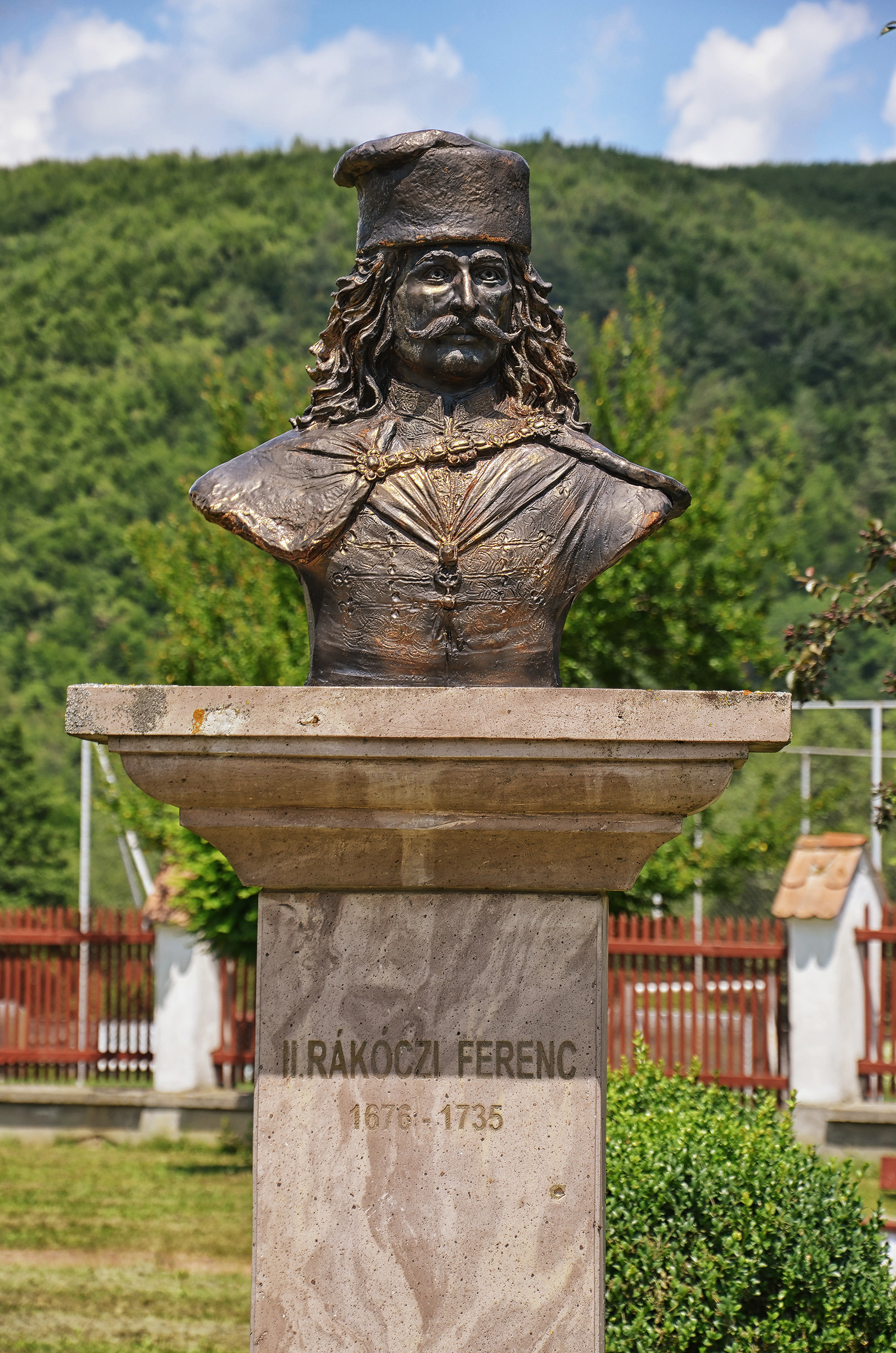
Bustul lui Francisc Rákóczi al II-lea
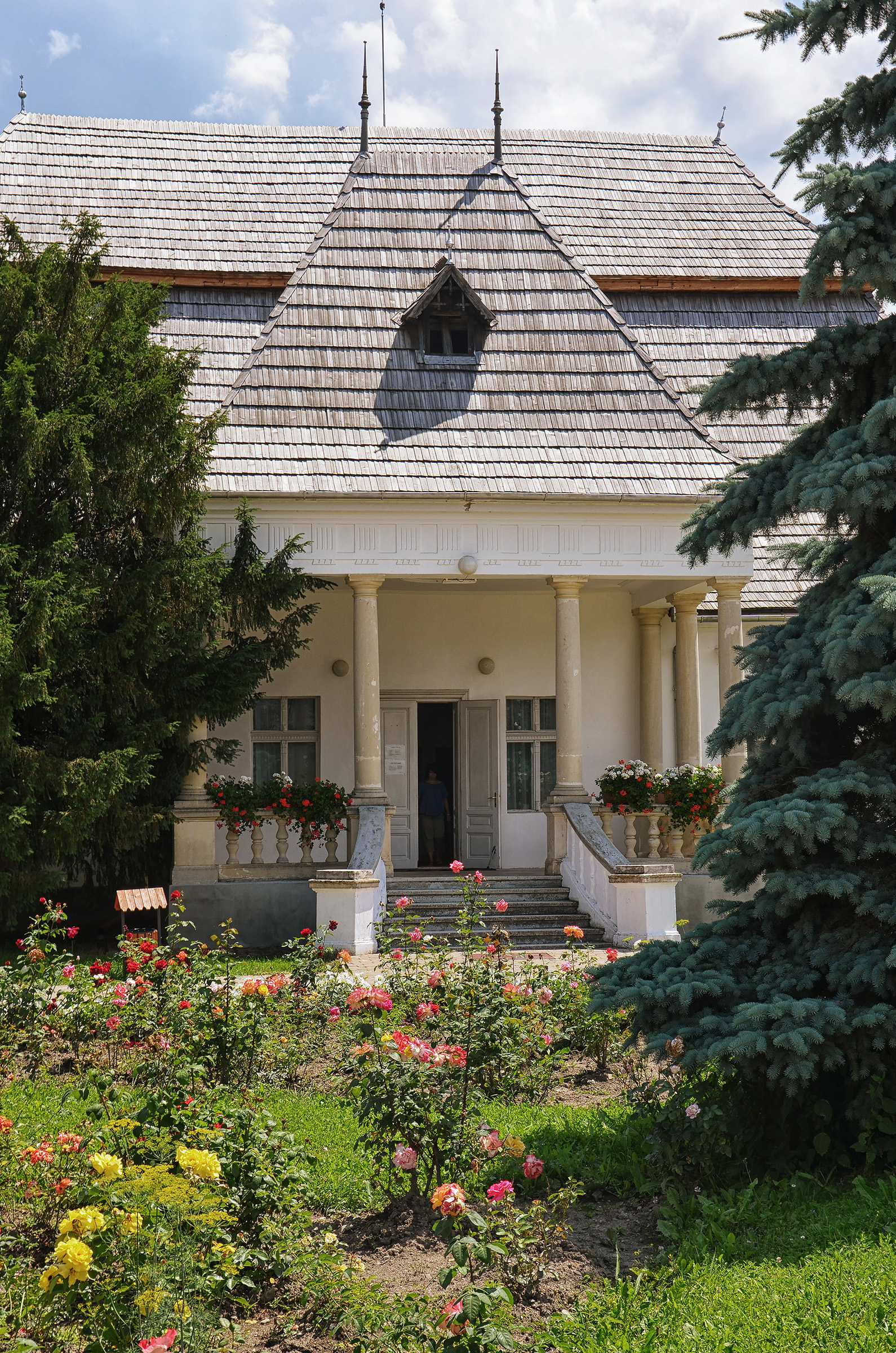
Conacul Mikes-Szentkereszti
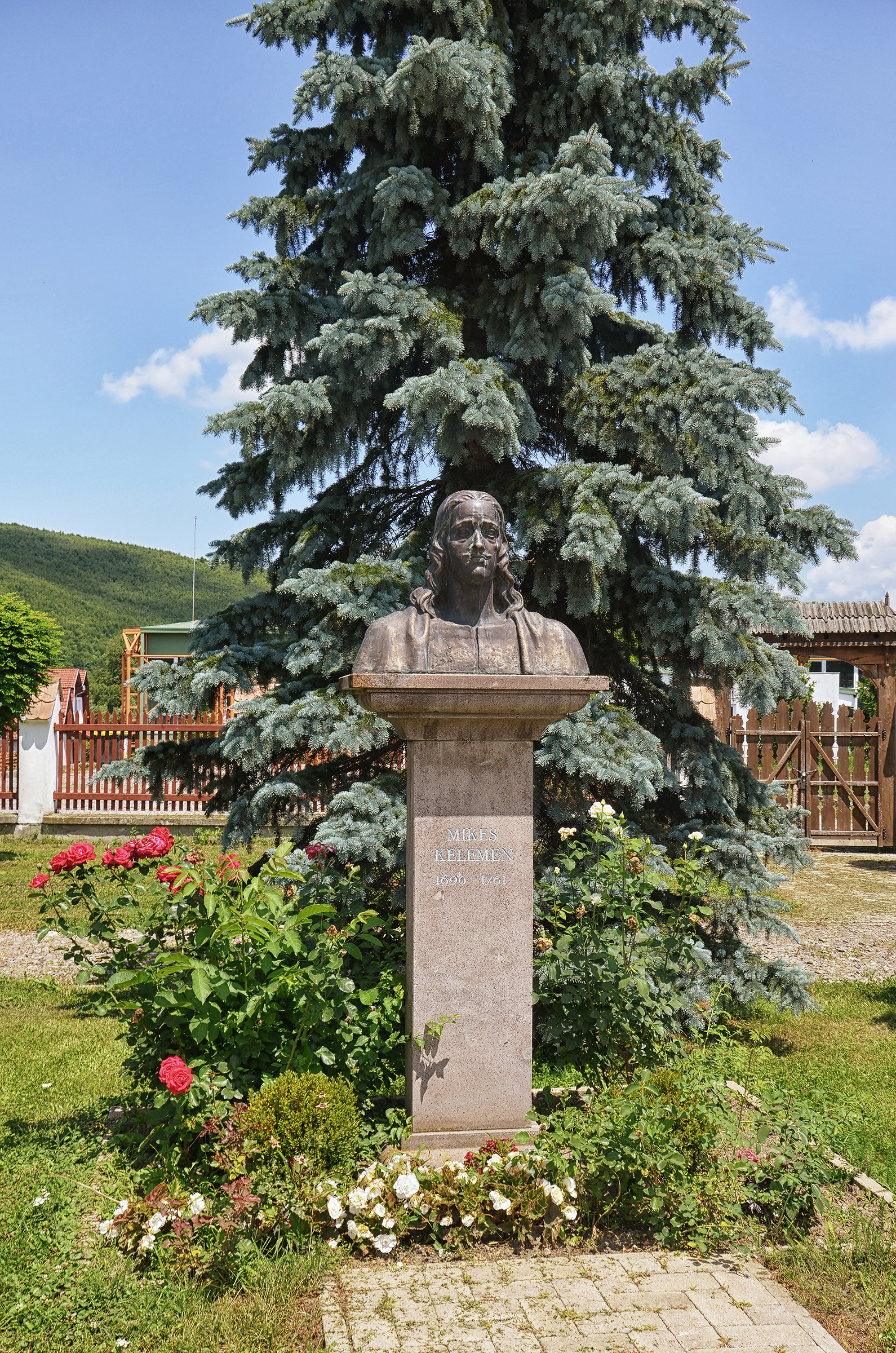
Bustul lui Kelemen Mikes
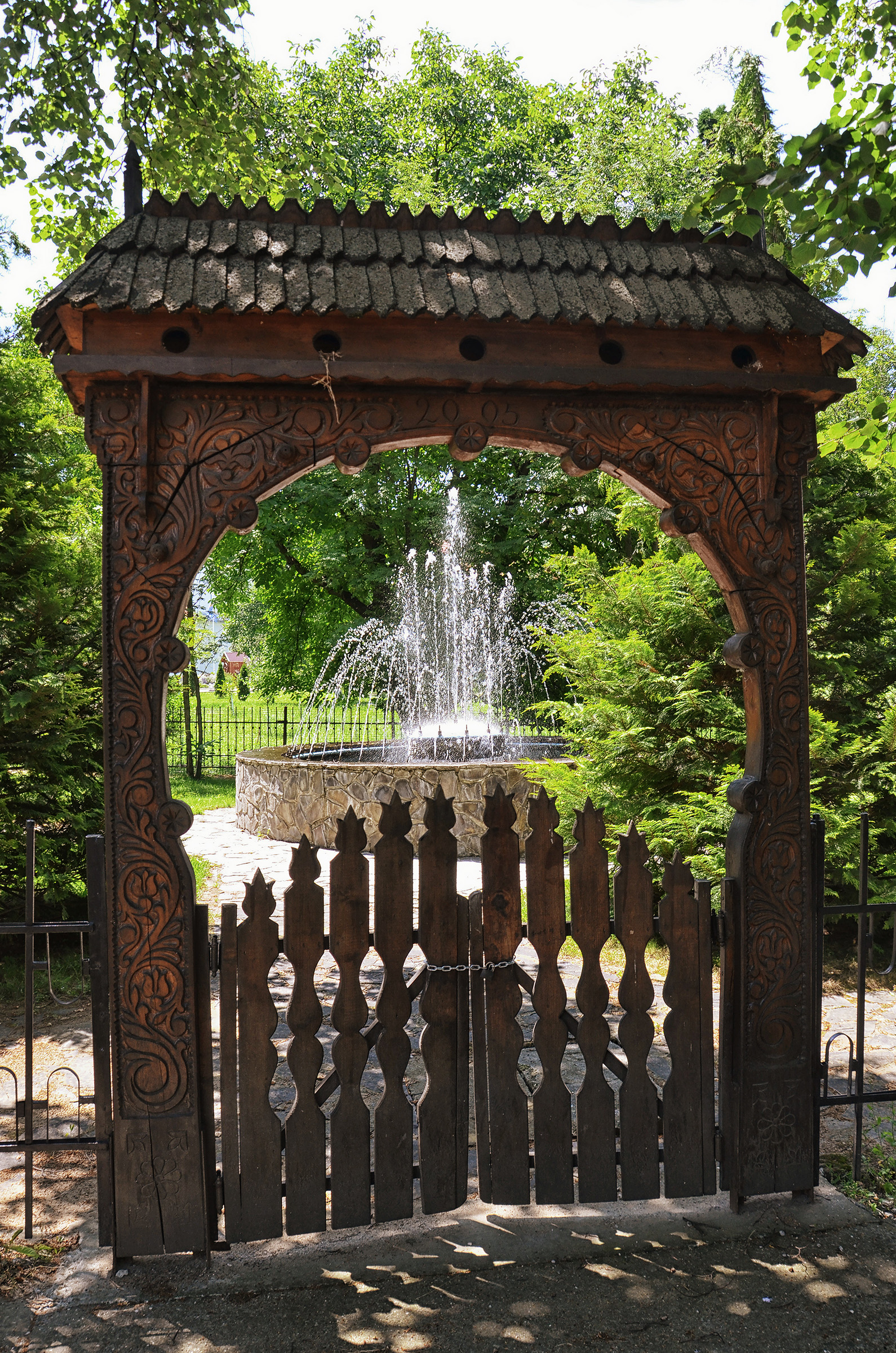
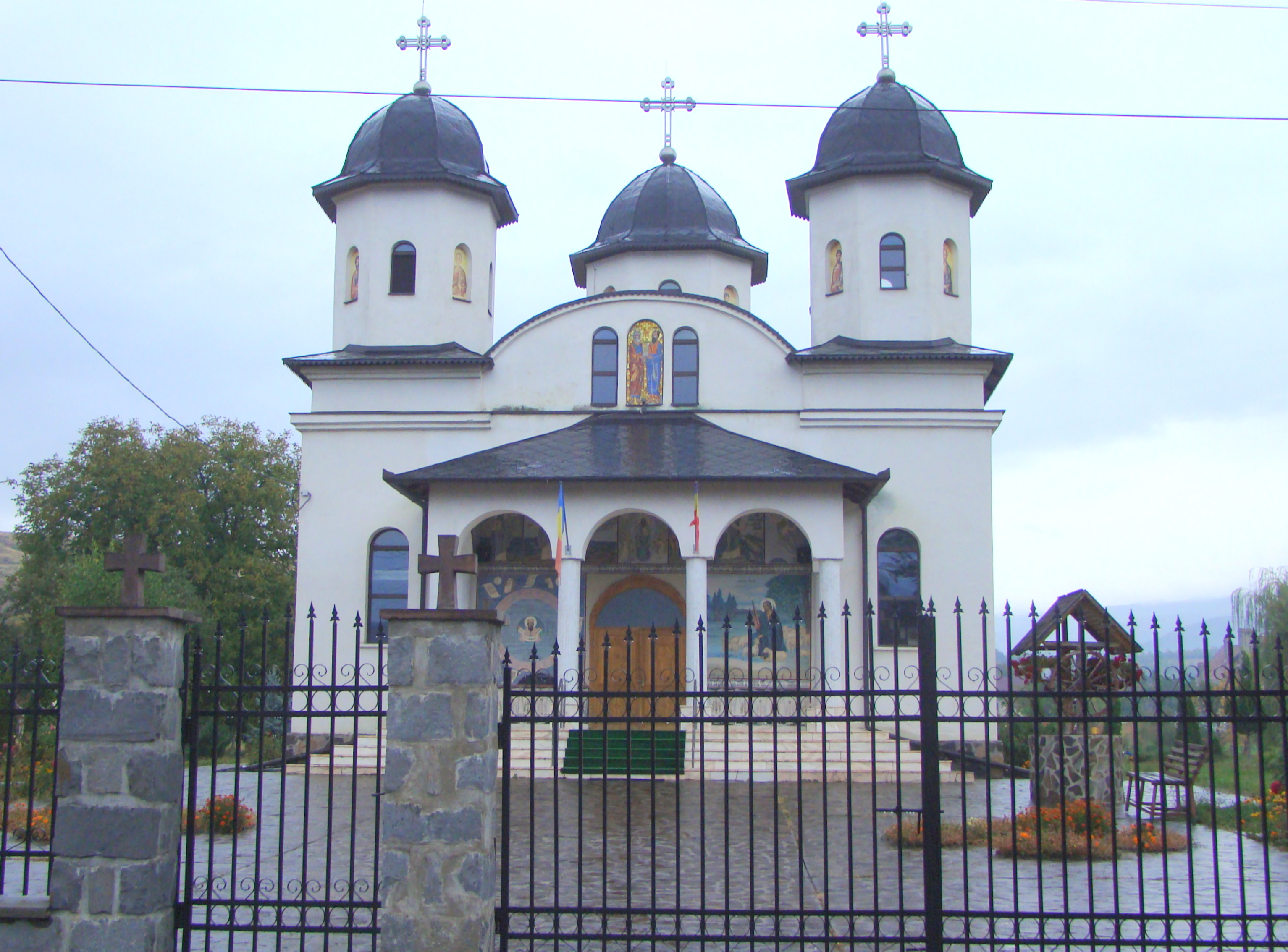
Biserica „Sfinții Apostoli Petru și Pavel”
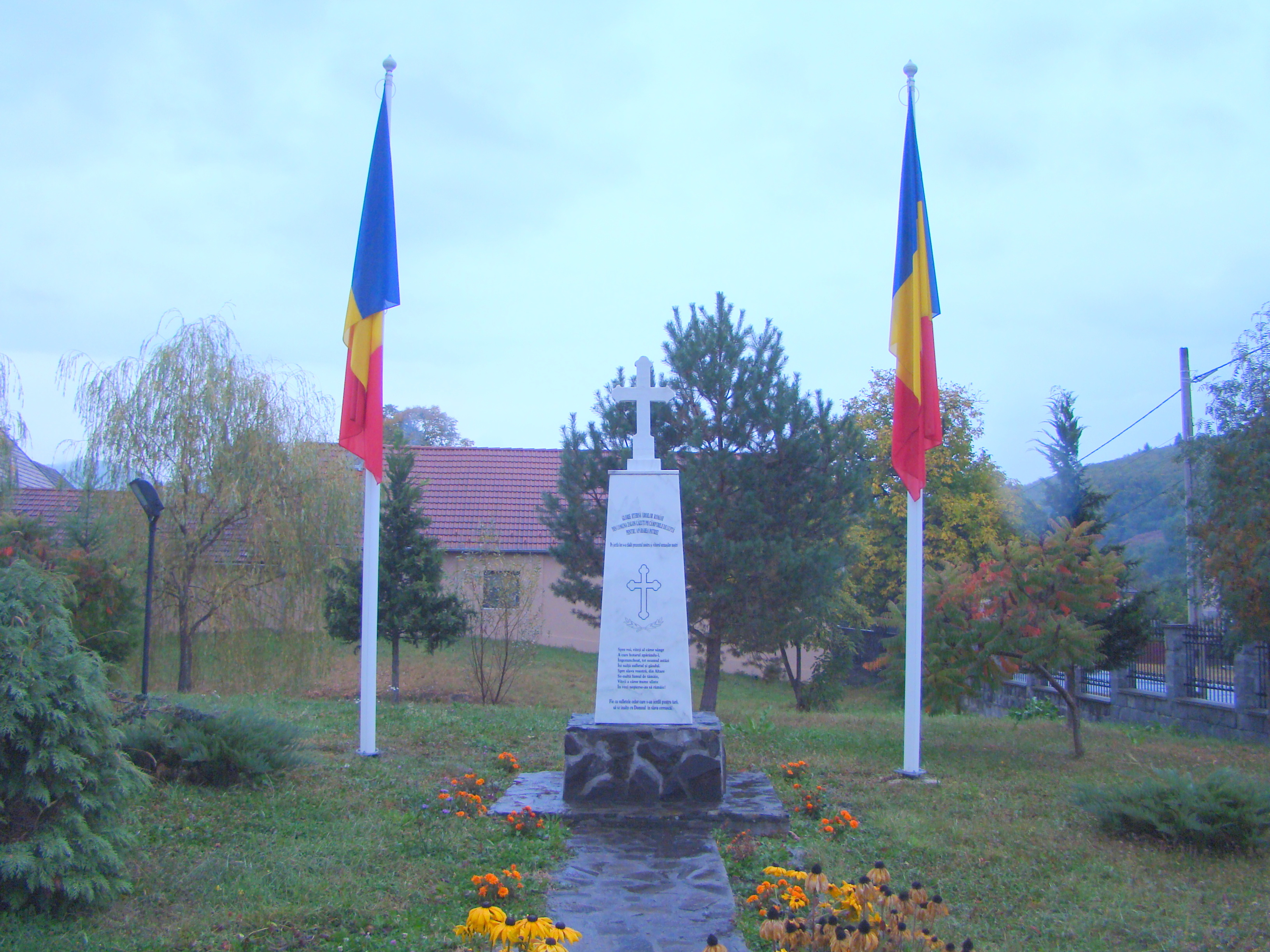
Monumentul eroilor
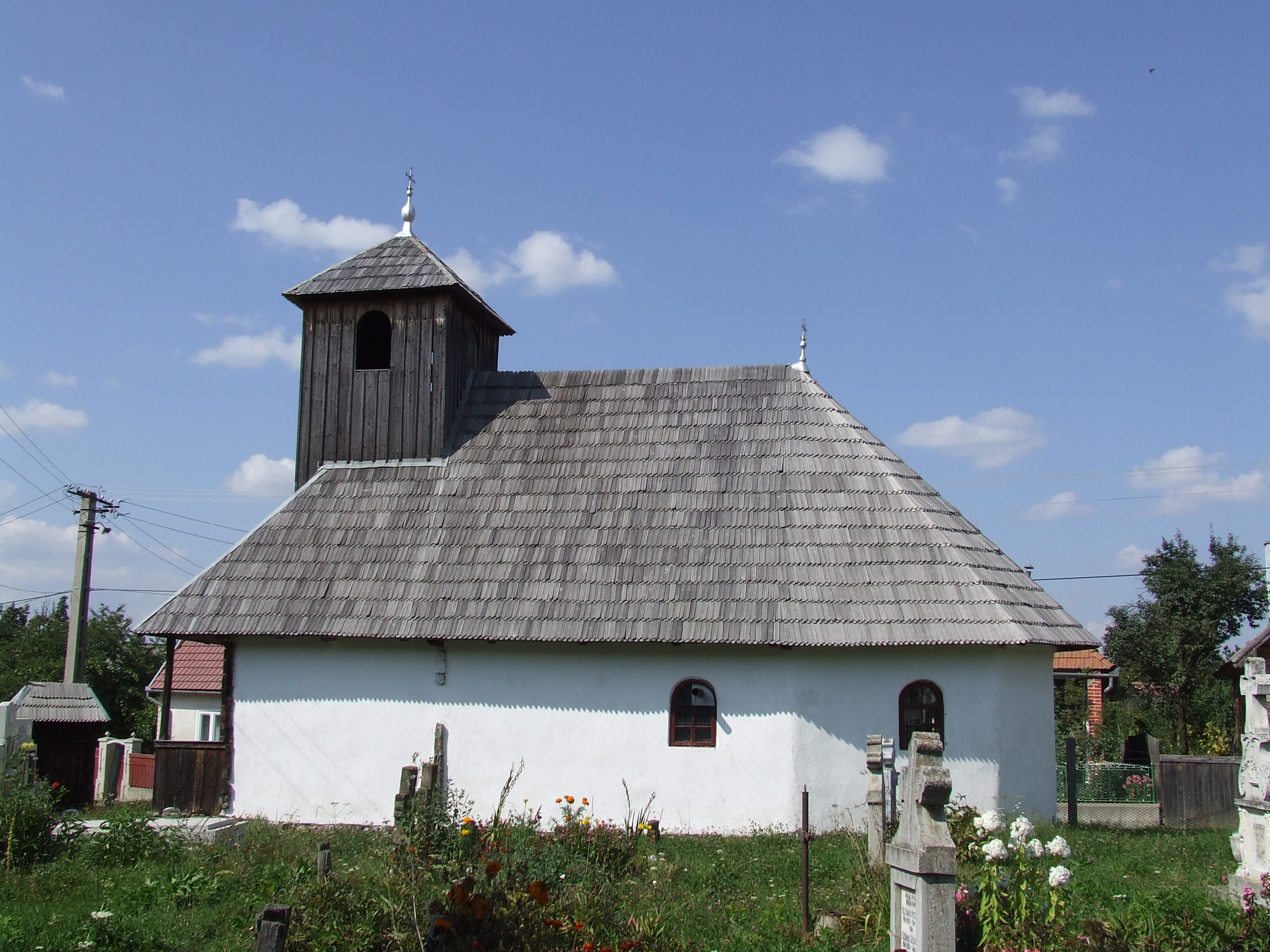
Biserica de lemn din Păpăuți